# 曹欽
曹 欽（そう きん、生年不詳 - 1461年）は、明代中期の廷臣。有力宦官の曹吉祥の甥で養子。

## 生涯
永平府灤州の出身。叔父の曹吉祥の養子になり、権勢を振るっていた。皇帝英宗（天順帝）は曹吉祥と石亨の専横を憎み、その排除を図っていた。天順3年（1459年）に石亨が失脚させられると、次を恐れた曹欽は腹心の馮益と組んでクーデターによる簒奪を画策する。そして天順5年（1461年）7月、クーデターを起こすも李賢らによって鎮圧され、曹欽は井戸に向かって投身自殺し、養父の曹吉祥や腹心の馮益らも連座で死刑となった。
なお、曹欽はクーデターを起こして簒奪する前、「宦官の息子（養子）では皇帝に即位することは無理か？」と馮益に尋ねた。馮益は「曹操は宦官の息子（養子）でしたが皇帝になりました」と述べた。この故事で曹欽はクーデター決行を決意したといわれている。